# Debrosania
Debrosania là một chi bướm đêm thuộc họ Noctuidae.